# Paul B. Johnson junior

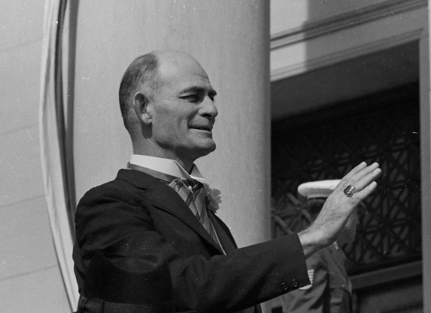
Paul B. Johnson jr. bei seiner Amtseinführung 1964

Paul Burney Johnson Jr. (* 23. Januar 1916 in Hattiesburg, Forrest County, Mississippi; † 14. Oktober 1985 ebenda) war ein US-amerikanischer Politiker und von 1964 bis 1968 Gouverneur des Bundesstaates Mississippi.

## Frühe Jahre und politischer Aufstieg
Paul Johnson war der Sohn von Paul B. Johnson, der von 1940 bis 1943 Gouverneur von Mississippi gewesen war. Er besuchte die öffentlichen Schulen seiner Heimat im Forrest County und studierte dann Jura an der University of Mississippi. Nach seiner im Jahr 1940 erfolgten Zulassung als Rechtsanwalt begann er in Jackson in seinem neuen Beruf zu arbeiten. Während des Zweiten Weltkrieges war er als Soldat des US-Marine Corps im Südpazifik eingesetzt. Nach dem Krieg verlegte er seine Kanzlei von Jackson nach Hattiesburg.
Zwischen 1948 und 1951 war Johnson Bundesstaatsanwalt für den südlichen Teil von Mississippi. Neben seiner Anwaltstätigkeit war Johnson noch an vielen anderen Firmen im Forrest County beteiligt und wurde Mitglied der Demokratischen Partei. In den Jahren 1947, 1951 und 1955 bewarb er sich erfolglos um die Nominierung seiner Partei für das Amt des Gouverneurs. 1947 kandidierte er ebenfalls erfolglos um einen Sitz im US-Senat. Von 1960 bis 1964 war er als Vizegouverneur Stellvertreter von Gouverneur Ross Barnett. In diesem Amt war er an den Plänen zur Weiterentwicklung der Industrie seines Staates beteiligt. Damals war er gegen die Rassenintegration und unterstützte Gouverneur Barnett in dessen erfolglosem Bestreben, Afroamerikaner von der University of Mississippi fernzuhalten. Im Jahr 1963 wurde er zu Barnetts Nachfolger als Gouverneur gewählt. Im Wahlkampf vertrat er eine konservative Haltung, die die Rassentrennung unterstützte.

## Gouverneur von Mississippi
Paul Johnson trat sein neues Amt am 21. Januar 1964 an. Als Gouverneur änderte er seine Meinung bezüglich der Rassentrennung. Schon in seiner Antrittsrede schwor er seine Landsleute darauf ein, die unumgänglichen Änderungen zu akzeptieren und nicht an den Ideen der Vergangenheit festzuhalten. Schon bald wurden die für die Afroamerikaner diskriminierenden Wahlgesetze geändert. In Mississippi begann damit der zwar langsame, aber stete Weg zur Rassenintegration. In den vier Jahren seiner Gouverneurszeit blühte der Staat Mississippi wirtschaftlich auf. Erstmals waren mehr Menschen in der Industrie als in der Landwirtschaft beschäftigt. Auch die Werften des Staates erhielten lukrative Aufträge für den Schiffbau. Am Ende seiner Amtszeit konnte Gouverneur Johnson verkünden, dass unter seiner Führung über 38.000 Arbeitsstellen geschaffen und über 500 Firmen entweder neugegründet oder erweitert wurden. Gouverneur Johnson war auch Vorsitzender der Interstate Oil Compact Commission sowie Vorstandsmitglied der National Governors Association.

## Nach dem Amt
Nach Ablauf seiner Amtszeit am 21. Januar 1968 wurde Johnson wieder als Rechtsanwalt tätig. Er unterhielt sowohl in Jackson als auch in Hattiesburg Kanzleien. Seit Ende der 1970er Jahre kämpfte der frühere Gouverneur mit gesundheitlichen Problemen nach einem Schlaganfall. Er starb im Jahr 1985 und wurde in seiner Heimatstadt Hattiesburg beigesetzt. Mit seiner Frau Dorothy E. Power hatte Paul Johnson vier Kinder.
Der Paul B. Johnson State Park in Hattiesburg ist nach ihm benannt.